# Ytternäs och Vreta
Ytternäs och Vreta est une localité de Suède dans la commune d'Uppsala située dans le comté d'Uppsala.
Sa population était de 785 habitants en 2019.